# Sałatka jarzynowa

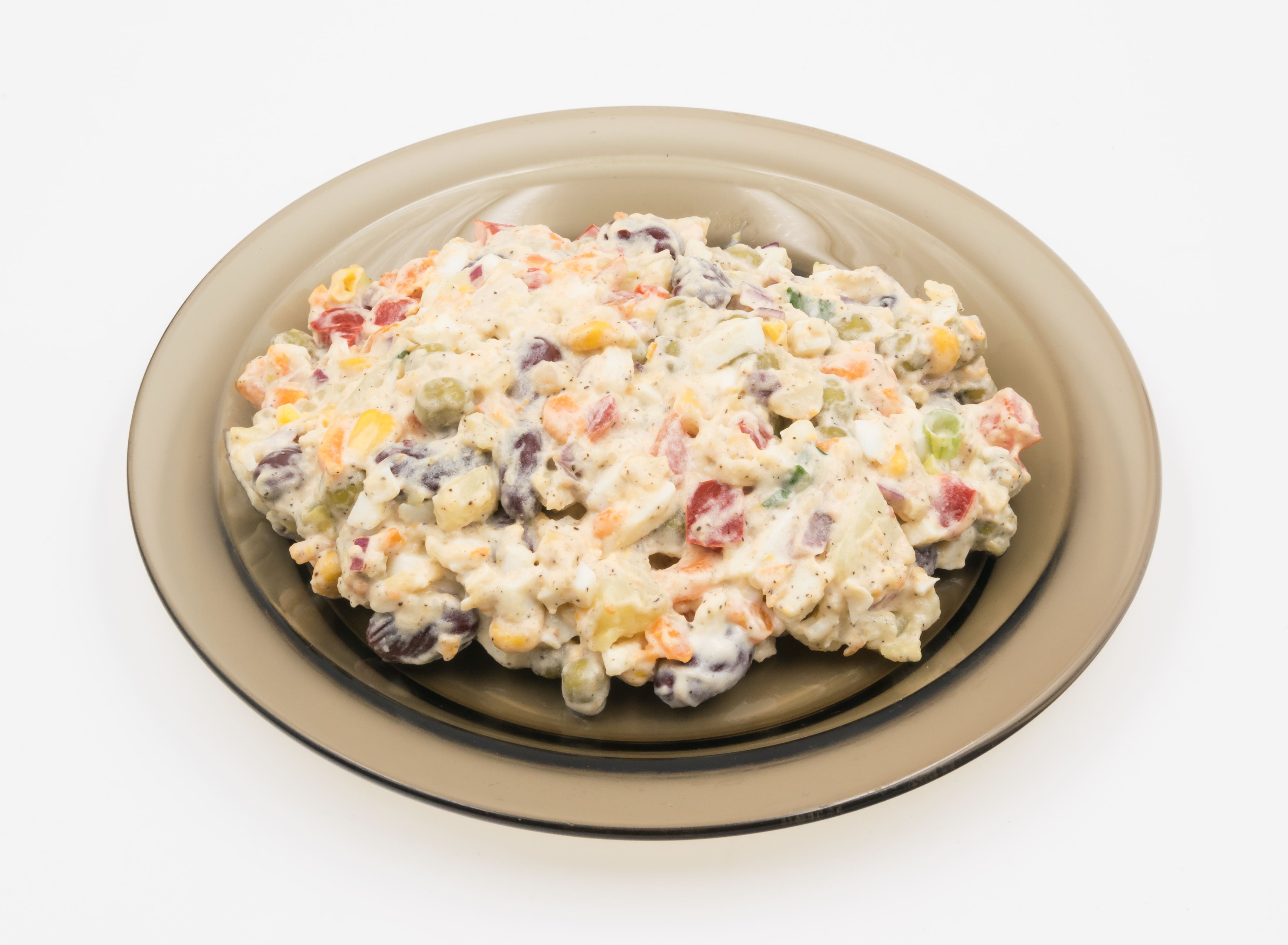
Polska sałatka jarzynowa

Sałatka jarzynowa, znana również jako sałatka warzywna lub sałatka majonezowa – popularna w Polsce sałatka z gotowanych jarzyn: marchwi, pietruszki, selera, ziemniaków z dodatkiem gotowanych na twardo jajek, zielonego groszku i ogórków kiszonych z majonezem i przyprawami, głównie pieprzem i musztardą. Są dopuszczalne również inne składniki. Spożywana przez cały rok, choć najczęściej na Boże Narodzenie i Wielkanoc jako dodatek do zimnych mięs. W latach 70. i 80. XX wieku była szeroko rozpowszechniona w polskich zakładach gastronomicznych.

## Historia
Według niektórych źródeł pierwowzorem jest francuska sałatka „macédoine”, która pojawiła się z XVIII wieku i składała się z pokrojonych w równą kostkę warzyw i owoców. Według autora dzieła Gastronomie pratique Henryka Babińskiego sałatka zaczęła ewoluować przez dodanie do niej innych warzyw: zielonej fasoli, rzepy, ziemniaków, kalafiora. W tej postaci sałatka trafiła do Polski, gdzie dokonano dalszych modyfikacji, dodając m.in. marchew, seler, kalarepę, rzepę, zielony groszek. Po roku 1945 produkty na sałatkę ograniczono głównie do warzyw korzeniowych.
Według innych źródeł sałatka jarzynowa pochodzi z Rosji, a autorem pierwszego przepisu był Lucien Oliver, będący właścicielem restauracji Hermitage w Moskwie. Pierwsza wersja sałatki, znanej jako „Salade russe” lub „Salade Olivier” składała się z ozorów, kaparów, sałaty, pikli i sosu (receptura sosu do dziś pozostaje nieznana). Pod koniec XIX wieku sałatka dotarła do Europy za sprawą rosyjskiej emigracji, przy czym przepis odbiegał od oryginału i dostosowany był do realiów różnych krajów. Z czasem rezygnowano również ze składników, które były zbyt kosztowne.
Obecnie sałatka rosyjska, zwana też sałatką Olivier, to nic innego jak wschodnia odmiana tradycyjnej sałatki warzywnej. Różni się jednym istotnym składnikiem. Jest wzbogacona o dodatek mięsny, np. szynkę lub kiełbasę.
Według słownika towaroznawczego artykułów żywnościowych z 1968, mianem sałatki jarzynowej określano też jedną z wielu sałatek warzywnych składających się z surowych warzyw po oczyszczeniu pokrojonych w kostki lub przetartych w paski z dodatkiem soli, cukru, przypraw i 2% oleju roślinnego, utrwalonych poprzez pasteryzację. Spośród warzyw do jej przygotowania stosowano kapustę, marchew, pietruszkę, pory, selery, cebulę i kwaszone ogórki.